# Four on the Floor (Dag Nasty)
Four on the Floor è il quarto album studio del gruppo hardcore punk Dag Nasty pubblicato nel 1992 dalla Epitaph Records.
Questo album è stato inciso in seguito ad una riunione del gruppo fatta nel 1992 quando erano in vacanza a Los Angeles. In quel periodo il chitarrista Brian Barker è costretto a usare un altro nome (Dale Nixon), perché è sotto contratto con un altro gruppo.

## Tracce
1. Still Waiting
2. Going Down
3. Turn It Around
4. Million Days
5. Roger
6. SFS
7. We Went Wrong
8. Down Time
9. Lie Down and Die
10. Mango

## Formazione
- Dave Smalley - voce
- Brian Baker - chitarra, voce secondaria
- Roger Marbury - basso, voce secondaria
- Colin Sears - batteria, voce secondaria